# Alfredo da Silva
Alfredo da Silva GCMAI (São Nicolau, Lisboa, 30 de junho de 1871 — São Martinho, Sintra, 22 de agosto de 1942) foi um industrial português.
Um dos maiores empreendedores portugueses, contrastando com o ritmo da tradicional elite econômica portuguesa, seria o fundador de um grande grupo econômico, abrangendo empresas emblemáticas, como a Companhia União Fabril (CUF), a Tabaqueira, o Estaleiro da Rocha do Conde de Óbidos (depois Lisnave), o Banco Totta e a Companhia de Seguros Império.

## Biografia

### Infância e juventude
Filho de Caetano Isidoro da Silva, e de sua mulher, Emília Augusta Laymée Ferreira, bisneta dum Francês, Alfredo da Silva nasceu na freguesia de São Nicolau, em Lisboa, e estudou em França até que a morte de seu pai, ocorrida em 1885, o obrigou a regressar a Portugal.
Enquanto jovem, Alfredo da Silva evidenciava um especial fascínio pela cultura alemã, a que juntava um forte interesse pela química industrial, o que se refletiria largamente nas suas opções empresariais. Entretanto, enquanto estudava botânica, física e tecnologia química, aprendeu diferentes idiomas: francês, que era nessa época a língua usual do comércio, e inglês, além de noções razoáveis de alemão.
Terminaria o Curso Superior de Comércio em Lisboa, em 1891.
O meio social e a herança paterna seriam determinantes para o arranque de Alfredo da Silva como empresário. O pai, Caetano da Silva, explorava com o irmão (tio de Alfredo) uma casa comercial de móveis e colchões, ostentando o selo de fornecedor da Casa Real. Porem, tinha muito mais do que isso em ações: posições na Carris, em bancos — Banco Lusitano, Banco de Portugal e Crédito Predial — e na Companhia das Águas de Lisboa, atual EPAL, além de vários bens imobiliários na capital. 
A partir de 1890 (ao mesmo tempo que finalizava os estudos) passou a assumir o encargo de gerir a herança da família. 
Determinação, por vezes interpretada como impetuosidade; uma formação abrangente em matérias econômicas (compreendendo contabilidade, logística, operações comerciais e financeiras); o conhecimento de princípios gerais de Direito; além do domínio de línguas estrangeiras, irão contribuir para a sua ascensão fulgurante no meio empresarial português — em 1982 eram-lhe cometidas funções na modernização do parque da Carris; em 1893 tornava-se administrador do Banco Lusitano e, a seguir, da Companhia Aliança Fabril (CAF), que tinha 'a época uma divida avultada ao Banco Lusitano; em 1897 concebia a fusão da CAF com a Companhia União Fabril, que era a sua principal concorrente portuguesa.
Em 1893, pela mesma altura em que tomava conta da CAF, apaixonou-se por uma jovem rapariga chamada Maria Cristina de Resende Dias de Oliveira, nascida em Lisboa, a 23 de dezembro de 1877, filha de um funcionário da Fazenda colocado na Guiné. Casaram na Igreja Paroquial de São Pedro de Alcântara, a 19 de abril de 1894.

### Carrise osElétricos de Lisboa
Em 1892, a direção da Carris convidou o jovem acionista Alfredo da Silva a realizar uma visita de estudo a algumas cidades da Europa onde os melhores sistemas de tração mecânica estivessem a funcionar. O relatório que produziu terá sido o elemento decisivo para a adoção do sistema de tração elétrica com condutor aéreo por parte da Carris, os vulgos Elétricos de Lisboa.
Ultrapassados diversos diferendos e objeções, fruto de opiniões que viam com maus olhos a participação de capitais estrangeiros no empreendimento, em breve começariam os trabalhos de assentamento das vias, que a Lisbon Electric Tramways, empresa de capitais britânicos a quem a Carris arrendara as linhas, adjudicara à Portuguese Construction Company. Por fim, na madrugada de 31 de agosto de 1901 o primeiro elétrico lisboeta percorria o trajeto Terreiro do Paço — Belém — Algés.
Alfredo da Silva — que viria a ser diretor da Companhia entre 1896 e 1899, com Zófimo Consiglieri Pedroso e Carlos Krus —tinham sido os principais obreiros desta transformação.

### Companhia Aliança Fabril
Foi enquanto diretor do Lusitano que Alfredo da Silva comprou ao Banco de Portugal ações da Aliança Fabril de que o Banco Lusitano era credor. 
A relativamente pequena Aliança Fabril fabricava essencialmente velas, sabões duros e moles, óleo de purgueira, glicerina, oleína e outros produtos, enfrentando uma forte concorrência dos produtos estrangeiros similares, especialmente de origem inglesa.
Alfredo da Silva vinha mantendo contactos com a direção da Companhia, no sentido de resolver um débito que ascendia a 38 contos. 
Ao seu estilo, Alfredo da Silva participou na reunião de acionistas que teve lugar em 7 de Abril de 1893, formulando críticas em relação à direção da companhia, num protesto a que se associaram Martinho Guimarães, do Conselho Fiscal, e Ernesto Driesel Schröeter, futuro ministro da Fazenda de João Franco, apontando para a necessidade de reformar os estatutos da Aliança Fabril.
Foi então nomeada uma comissão destinada a proceder a essa reforma, dela fazendo parte Alfredo da Silva, e eleitos novos corpos gerentes: Eusébio Serôdio Gomes, Manuel José Gomes Revelo e João Eduardo Ahrends e como substitutos Feliciano de Abreu e Alfredo da Silva. Todavia, Ahrends não aceitou o cargo e o lugar que deixou vago foi imediatamente ocupado por Alfredo da Silva. 
Alfredo da Silva assumiu, assim, as suas novas funções de administrador-gerente da Aliança Fabril.
Nesses mesmos anos encontraria ainda alento para participar nas sessões da Sociedade de Geografia de Lisboa onde assumiu o cargo de secretário da secção da indústria e participou na comissão de reforma dos seus estatutos (colaborando com Luciano Cordeiro). A Sociedade era entao dominada pelas discussões em torno dos problemas de administração colonial, sendo um dos temas de maior interesse a concessão do caminho de ferro do Chire.
Alfredo da Silva demonstrava até então ter sabido aproveitar e rentabilizar o capital que herdara, construindo um caminho próprio onde desde já se denotam um certo carisma pessoal ou, pelo menos, um estilo próprio, e uma evidente capacidade de bem tecer e coordenar uma rede de conhecimentos que se entrecruzarão ao longo da vida.

### Formação da "nova" CUF
O passo derradeiro para a ascensao de Alfredo da Silva no capitalismo português viria com a CUF. 
Inicialmente designada União Fabril, esta empresa fora estabelecida em 1865, no Largo das Fontainhas, em Alcântara, a uns escassos 200 metros da futura Fábrica Sol, da CAF. Com uma atividade semelhante a esta, a Uniao Fabrial produzia sabões e sabonetes, velas de estearina, óleos de palmiste, linhaça, purgueira, mendubim e rícino, adubos e coconote para engorda de animais. Era, pois, uma ameaca à viabilidade da CAF.
Após a morte do seu fundador, Jose Leite Dias Sampaio, o visconde da Junqueira, em 1872, a CUF quase falira, tendo sido resgatada por uma injeção de capital feita pelo visconde da Gandarinha e por Henry de Burnay. No final do século XIX era um negócio viável, mas ainda de dimensão média.
O facto de Burnay ser acionista, em simultâneo, da CUF e da CAF, de ambas atuarem nos mesmos ramos de atividade (alem de serem quase contiguas) levou Alfredo da Silva a arquitetar, em 1897, uma fusão entre as duas, para que, juntas, pudessem aproveitar economias de escala, desenvolver massa crítica e capacidade produtiva face à concorrência.
Com o apoio de Henry de Burnay, a intenção foi adiante: a CUF comprou os ativos da CAF por 160 contos, assumindo o seu passivo e aumentando o capital social da “nova” CUF de 200 para 500 contos.
A 22 de abril de 1898, tomou posse o novo conselho de administração da CUF, composto por sete membros, dois dos quais na qualidade de gerentes-executivos: Roberto Mendia (tio de Burnay) e Alfredo da Silva.
Rapidamente se perceberia que seria Alfredo a dirigir os rumos da nova companhia, definindo opções, encetando negócios, visitando, no estrangeiro ou em Portugal, outras fábricas e produtores, para recolha de ideias, compra de maquinaria ou matéria-prima.
Aos 27 anos, o ex-gerente da CAF reinventou-se como gerente da CUF, o emprego que seria o do resto da sua vida, durante quase quatro décadas e meia, erguendo um conglomerado empresarial sem paralelo nem precedentes em Portugal.

#### Expansão da CUF; a relevância na indústria química
Em 1907 a Companhia União Fabril estava em plena expansão e era necessário encontrar um local para instalar novas unidades fabris. Alfredo da Silva escolheu o Barreiro. A pequena vila à beira do Rio Tejo nunca mais viria a ser a mesma.
Sob a sua lideranca, a CUF tornava-se maior produtora de adubos e influenciaria o desenvolvimento da agricultura em Portugal. A trajetoria de crescimento continuaria sob a administracao do seu genro e netos, alcancando a empresa a posicao de quinta maior empresa quimica da Europa e o maior conglomerado da Península Ibérica.
O lema da CUF era "O que o País não tem, a CUF cria". 
De resto, com o passar dos anos, a empresa veio a espalhar várias fábricas pelos país, empregando aquando da morte de Alfredo da Silva mais de 80 mil trabalhadores. 
Ao prestígio de Alfredo da Silva e da sua empresa não seria alheio o facto de esta oferecer excelentes condições de trabalho aos seus funcionários e às respetivas famílias. O empresario cedo decidiu construir uma escola, uma farmácia, um posto de socorros médicos, uma despensa que vendesse os produtos praticamente a preço de custo e uma caixa económica para benefícios de todos os trabalhadores. O apoio social viria, de resto, a ser largamente incrementado sob a administração do seu sucessor no Grupo, Manuel de Melo, de que é exemplo a construcao do Hospital da CUF.

### Fracassos
Nem em tudo o empresário foi bem sucedido. 
Assim, existiram dois projetos que Alfredo da Silva nunca conseguiu realizar: o primeiro remonta ao ano de 1926, quando ele tentou avançar com a constituição da Companhia Portuguesa de Rádio Marconi, perdendo-a para terceiros (dois anos antes de Salazar se tornar Ministro das Finanças e 4 anos antes deste se tornar Presidente do Conselho).
O outro caso é passado nos anos 1930 quando ele tenta em concurso que seja arrendada à CUF a concessão da Linha de Caminho de Ferro Sul-Sueste, pertença dos Caminhos de Ferro do Estado, não tendo também êxito.

### Atentados e participação política
Alfredo da Silva foi vítima de dois atentados fracassados o que o conduziu a exilar-se para Espanha e França gerindo a CUF à distância.
Alfredo da Silva foi eleito deputado em 1906 antes de apoiar Sidónio Pais e de conquistar um lugar na Câmara Corporativa logo em 1935. Com o auxílio da grande burguesia, opõe-se frontalmente à lei das 8 horas de trabalho. Apoiou o Estado Novo e manteve uma relação de cordialidade com Oliveira Salazar com evidentes vantagens para ambos, políticas para o ditador e empresariais para Alfredo da Silva. No ano de 1936 é adjudicada a concessão do "Estaleiro da Rocha Conde de Óbidos" pertença da A.G.P.L. à CUF: foi a revolução da construção naval em Portugal e o embrião da Lisnave.
Alfredo da Silva, graças ao seu poderio económico e ao sentido do negócio podia, por vezes, interessar-se por empreendimentos diferentes da sua mais habitual atividade industrial. Exemplo disso é a aquisição do Cine-Teatro Éden, que nem sequer tinha a intenção de explorar como tal, mais tarde irá vendê-lo com grande lucro.

### Condecorações
A 31 de Dezembro de 1932, foi agraciado com o grau de Grã-Cruz da Ordem Civil do Mérito Agrícola e Industrial - Classe Industrial - e a 28 de Outubro de 1933 foi feito 47.º Sócio Honorário do Ginásio Clube Figueirense.
A 26 de maio de 2025, foi agraciado, a título póstumo, com o grau de Grã-Cruz da Ordem do Infante D. Henrique.

## Vida familiar
Alfredo da Silva casou em 19 de Abril de 1894, na igreja de Alcântara, em Lisboa, com Maria Cristina Resende Dias de Oliveira, filha de Alfredo Dias de Oliveira e de Luísa Amélia Resende Dias de Oliveira, ambos naturais de Lisboa. Foi seu padrinho de casamento o banqueiro João Baptista Dotti, um dos principais acionistas da Companhia Aliança Fabril.
O casal teve apenas uma filha, Amélia Dias de Oliveira da Silva, que se casaria com o aristocrata Manuel de Melo (o avô paterno tinha os títulos de Conde de São Lourenço e de Marquês de Sabugosa e o pai o de Conde do Cartaxo, ao passo que a mãe vinha da família de origem francesa Lima Mayer).
Alfredo da Silva faleceu na sua casa de Sintra, na rua Consiglieri Pedroso, freguesia de São Martinho, a 22 de Agosto de 1942, vítima de miocardite crónica. Foi inicialmente sepultado no Cemitério do Alto de São João, em Lisboa, tendo sido trasladado para o cemitério do Barreiro em 1944, a pedido da sua viúva.

## Legado
Com a morte de Alfredo da Silva, o comando da CUF passou para os Mellos: o genro Manuel de Mello, seguido dos seus dois filhos rapazes, Jorge e Jose Manuel. 
Estes seriam, pois, os continuadores do chamado Grupo CUF. A sua implantação na economia nacional muito beneficiou da obra feita por Alfredo da Silva, mas o crescimento e consolidação foi constante, sob as lideranças de Manuel e dos filhos Jorge e José Manuel até ao 25 de Abril de 1974. Com o processo revolucionário, durante o qual Jorge de Mello chegou a ser preso, grande parte das empresas do universo CUF foram estatizadas, o que levou ao desmantelamento do grupo. 
Com a devolução das empresas nacionalizadas a economia privada, processo encetado a partir de finais dos anos 1980, Jorge e Jose Manuel de Mello regressaram a Portugal, adquirindo algumas das empresas que outrora se integravam no Grupo CUF, porem através de estruturas autônomas — Jorge de Mello adquire em separado a Tabaqueira, a Nutrinveste e a Sovena; Jose Manuel de Mello lança-se na criação do Banco Mello - anos depois integrado no Millennium BCP - e no Grupo José de Mello.

### Homenagens e representações
No Barreiro, Alfredo da Silva tem uma estátua com dois metros de altura no Parque Catarina Eufémia. 
Em 2001, na série biográfica Alves dos Reis, um seu criado, um ator interpreta Alfredo da Silva. Nessa série é revelado que antes de Artur Alves dos Reis cometer a burla se terá cruzado com o industrial, devido ao seu sucesso nos caminhos de ferro em Angola.